# Portugese voetbalbond

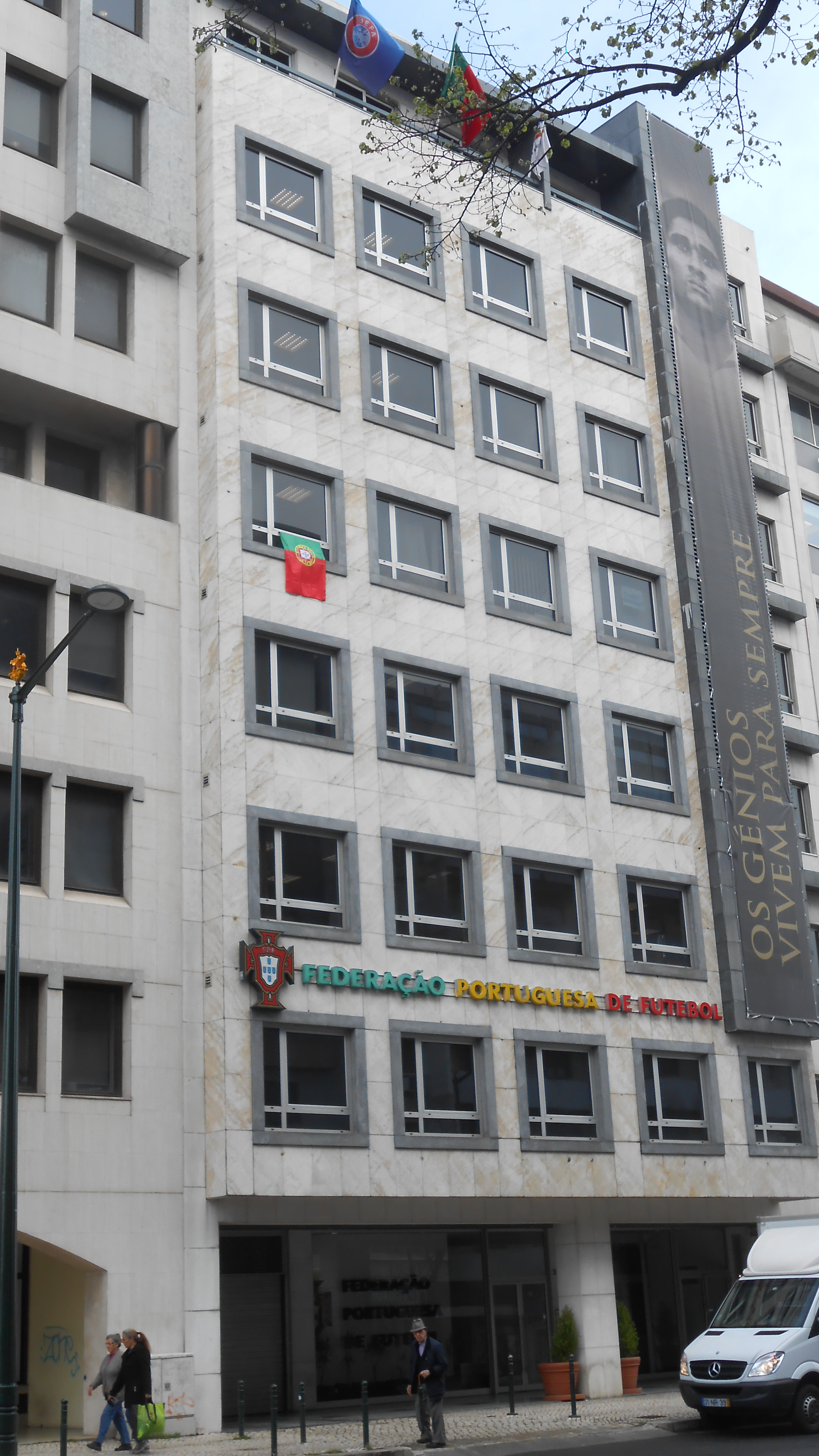
Kantoor van de FPF

De Federação Portuguesa de Futebol (FPF) is de Portugese voetbalbond. De FPF organiseert onder andere de Primeira Liga, de Liga Portugal 2, de Liga 3 en het belangrijkste bekertoernooi, de Taça de Portugal. De FPF is ook verantwoordelijk voor het Portugees voetbalelftal en het Portugees vrouwenvoetbalelftal.

## Competitie-indeling
| Divisie                                   | Clubs            |
| Landelijk niveau                          | Landelijk niveau |
| ----------------------------------------- | ---------------- |
| Primeira Liga                             | 18               |
| Liga Portugal 2                           | 18               |
| Liga 3                                    | 20               |
| Regionaal niveau                          |                  |
| Campeonato de Portugal (A, B, C, D, E, F) | 8x12             |
| Districtsniveau                           |                  |
| Campeonatos distritais                    | ± 300            |

Voor de vrouwen organiseerd de bond onder andere de Campeonato Nacional Feminino, die bestaat uit 12 ploegen.

## Nationale ploegen
- Portugees voetbalelftal
- Portugees voetbalelftal (vrouwen)
- Portugees voetbalelftal onder 21
- Portugees voetbalelftal onder 17 (vrouwen)